# M-KOPA
M-KOPA (с суахили kopa — позаимствовать) — действующая в нескольких африканских странах компания, которая изобрела и реализует модель «pay-as-you-go» (PAYG) продажи систем солнечной электрификации домохозяйствам с критически низким уровнем доходов.
Компания ставит перед собой задачу предоставить доступ лицам с низкими доходами к энергетическим решениям и вытеснить вредный для здоровья керосин с рынка освещения жилищ.

## Организация
После успешных испытаний на протяжении 2010 года M-KOPA организована в 2011 году в Кении несколькими частными лицами, часть из которых до этого участвовала в разработке системы мобильных платежей M-Pesa.
Среди них Ник Хьюз (англ. Nick Hughes), Джесси Мур (англ. Jesse Moore) и другие.
Управляющий директор компании Джесси Мур (англ. Jesse Moore).
Главная штаб-квартира M-KOPA LLC в Кении размещена в Найроби.
Также у компании есть сестринские организации M-KOPA Solar Tanzania Limited в Танзании (Дар-эс-Салам) и M-KOPA Uganda в Уганде (Энтеббе).
На 2014 год в компании трудилось около 300 сотрудников.
Кроме того M-KOPA сотрудничала с 700 независимыми предпринимателями и владельцами магазинов.
Компания провела несколько раундов инвестиций, и её акционерами являются в частности Acumen, Gray Ghost Ventures и Royal Dutch Shell (Shell Foundation).
Также M-KOPA получила безвозмездные гранты от Фонда Билла и Мелинды Гейтс и Министерства международного развития Великобритании.

## Деятельность

### Предпосылки
На 2014 год около 80 % домохозяйств в Кении, в которой на тот момент проживали около 44 млн человек, не были подключены к электросетям и использовали керосин для освещения.
Основной причиной отказа от потребления сетевого электричества является высокая стоимость, в том числе подключения.
Для пользования сетью необходимо затратить как минимум 35 000 шиллингов (около 412 долларов США).
При этом средний доход на душу населения в Кении составляет 820 долларов США в год.
Часто 30 % и более дохода семьи тратится на керосин.
Низкие доходы и неразвитая инфраструктура также практически исключает кенийцев из безналичного финансового оборота.
По некоторым оценкам, около 33 % граждан страны не охвачены банковским сектором, не имеют сберегательных счетов, кредитных карт, доступа к кредитам и даже безналичным банковским расчётам.
Кроме экономических проблем, бедные граждане Кении подвергают повышенной опасности своё здоровье.
По данным Всемирной организации здравоохранения средний пользователь керосиновых ламп вдыхает вредные вещества, эквивалентные двум пачкам сигарет в день.

### Система
Основной продукт компании M-KOPA — разработанная и производимая D.light Design система солнечной электрификации включает в себя 4-ватную солнечную панель на крыше, блок управления со встроенным функционалом мобильной связи, который крепится на стене, три лампы и зарядное устройство для мобильного телефона.
Стоимость такой системы составляет 16 900 шиллингов (около 199 долларов США), что хотя и меньше, чем подключение к стандартной сети, но является практически неподъёмным для большинства жителей на фоне уровня среднедушевого дохода в стране.
Кроме основного комплекта, компания предлагает расширенный, добавляя портативный фонарь и радиоприёмник.
Предлагаемая домохозяйствам система постоянно совершенствуется и в 2015 году появилась уже третья продуктовая линейка.

### Бизнес-решение
Компания M-KOPA предложила оригинальный вид рассрочки, под названием «pay-as-you-go» (PAYG — «плати за то, что используешь»), применительно к своему продукту.
Первый платёж по этому договору составляет 2 500 шиллингов (около 29 долларов США), затем ежедневно покупатель платит 40 шиллингов (около 40-50 американских центов) в течение года, пока система не окупится.
В дальнейшем пользование системой бесплатно.
Параметры бизнес-модели подобраны таким образом, чтобы соответствовать текущим потребностям домохозяйств в электроэнергии и ежедневным затратам на керосин.
Причём затраты на керосин в среднем выше, чем платёж по предложенной схеме.
Поэтому даже в течение года, в котором производятся выплаты можно добиться заметной экономии на текущих финансовых потоках.
Кроме того, в стоимость этой схемы не входят сборы, которые вынуждены платить жители для подзарядки своих телефонов в местах, где доступно электричество.
С учётом них экономия получается ещё значительней.
Блок управления продаваемой системы включает возможность удалённого контроля и регулировки подачи электроэнергии, что снижает риски M-KOPA по оплате.
Таким образом можно отказаться от платы за систему, не получая электричество при отсутствии денег и возобновить ею пользоваться при их поступлении (например, после удачного урожая).
Кроме инновационного подхода к рассрочке M-KOPA использует передовой подход к взаиморасчётам.
Все платежи M-KOPA обслуживаются африканской дочкой Vodafone оператором мобильной связи Safaricom, у которого лишь в Кении насчитывается 15,1 млн клиентов.
Для пользователей сети оператор разработал систему M-Pesa, позволяющей проводить банковские операции с помощью гаджета без необходимости открытия счёта.
По некоторым оценкам этой системой мобильных платежей пользуется 95 % взрослых кенийцев и через неё ежегодно проходит около трети ВВП страны.
M-KOPA предоставляет не только проходной продукт с качественной системой маркетинга, но также старается привнести современный подход к обслуживанию клиентов.
Так в компании создали 24-часовой колл-центр, укомплектованный ста сотрудниками.

## Конкуренты
Сейчас M-KOPA является не единственной компанией, реализующей принцип PAYG при реализации солнечных батарей, однако именно ей удалось добиться впечатляющих результатов.
Для сравнения, на ноябрь 2013 года, когда у M-KOPA было 31 000 клиентов, Azuri Technologies Ltd. из английского Кембриджа только планировала достичь 21 000, а AngazaDesign из Сан-Франциско — 10 000 в течение 12 месяцев.

## Показатели деятельности
На начало 2014 года компания продаёт около 65 000 солнечных систем за 18 месяцев (около 1 000 в неделю или 5 000 в месяц).
На 2015 год число проданных M-KOPA систем составило более 150 000.

## Оценки
В 2014 году M-KOPA названа агентством Bloomberg «Пионером новой энергии» (англ. New Energy Pioneer).
В 2015 году M-KOPA получила премию Zayed Future Energy Award (1,5 млн долларов).
Опыт M-KOPA приводится в качестве успешного кейса применения рычагов технологии (англ. Leveraged technology) в социальном предпринимательстве.